# Océanarium ukrainien
L’Océanarium d’État ukrainien (en ukrainien Науко́во-до́слідний центр Збро́йних Сил Украї́ни « Держа́вний океана́ріум ») est une institution de recherche d'Ukraine.
Il était basé dans la baie des cosaques en Crimée et fut transféré à Odessa à la suite de l'annexion de la Crimée par la Russie en 2014. Il dépend du ministère de la recherche ukrainien et a une composante militaire, l'unité А1113.